# 7833 Nilstamm
7833 Nilstamm är en asteroid i huvudbältet som upptäcktes den 19 mars 1993 i samband med projektet UESAC. Den fick den preliminära beteckningen 1993 FV32 och  namngavs senare efter den svenske konstnären och amatörastronomen Nils Tamm.
Nilstamms senaste periheliepassage skedde den 4 december 2022.